# Article sponsorisé
Un article sponsorisé (aussi appelé billet sponsorisé) est un article de presse rédigé par un webmestre (d'un blog, un webzine, un forum ou un annuaire) sur une marque, un produit ou un service à la demande d'un annonceur.

## Contexte
La multiplication des blogs et leur forte croissance ont conduit des entreprises à se rapprocher des blogs et des webzines dans le but de diffuser leurs informations sur ce canal de communication par le biais d'articles dits « sponsorisés ».
Généralement, le sujet de l'article est en lien avec la thématique du site éditeur et suit la même ligne éditoriale. Le webmestre est libre dans la rédaction du contenu, mais l'annonceur peut avoir un droit de regard en fonction de l'accord qui a été préalablement conclu.

## Différence entre articles sponsorisés et publirédactionnel
À la différence du publirédactionnel qui est intégralement produit par l'annonceur et publié tel quel sur un support de communication, l'article sponsorisé est rédigé par le webmestre qui se charge ensuite de la mise en ligne. L'annonceur fournit les informations pour permettre la rédaction de l'article.

## Encadrement juridique

### En France
L'article sponsorisé se démarque des autres articles du blog par une mention spéciale qui informe le lecteur du caractère publicitaire de l'article en accord avec l'article L.121-1 du Code de la consommation.
Dans un magazine, le publirédactionnel est signalé par son format qui doit se différencier du reste du contenu. Par analogie, l'article sponsorisé doit aussi être indiqué par la mention « article sponsorisé ». En effet, comme les publirédactionnels, c'est de la publicité déguisée. Mais cette obligation est rarement respectée sur Internet.
Cette mesure est pourtant renforcée par l'article 20 de la Loi pour la confiance dans l’économie numérique.
En cas de non-respect de la loi, l'annonceur est responsable à titre principal et l'auteur de  l'article sponsorisé (non mentionné comme tel) peut voir sa responsabilité pénale engagée. L’article L.213-1 du code de la consommation prévoit ainsi au maximum 2 ans d’emprisonnement et/ou 37 500 € d’amende

## Régies publicitaires
L'annonceur peut être en relation directe avec le webmestre ou il peut passer par un intermédiaire tiers de confiance, une régie publicitaire.